# Кирибатийско-китайские отношения
Кирибатийско-китайские отношения — двусторонние дипломатические отношения между Кирибати и Китаем. 
С 2003 по 2019 год правительство Кирибати признавало Китайскую Республику (Тайвань), вследствие чего, в рамках политики одного Китая, Китайская Народная Республика не поддерживала с Кирибати дипломатических отношений.

## История

### Китайское влияние в Тихом океане
По сравнению с Китайской Народной Республикой и Китайской Республикой, Океания является ареной постоянного дипломатического соперничества. Восемь государств Океании признают КНР, шесть — Китайскую Республику (Тайвань). Эти цифры колеблются по мере того, как государства тихоокеанских островов переоценивают свою внешнюю политику и иногда переносят дипломатическое признание между Пекином и Тайбэем. В соответствии с политикой одного Китая, ни одна страна не может поддерживать официальные дипломатические отношения с «обоими республиками». Этот фактор привёл к тому, что КНР и Тайвань активно добиваются дипломатической поддержки со стороны мелких тихоокеанских государств.
В 2003 году Китайская Народная Республика объявила о своём намерении укрепить свои дипломатические отношения с Форумом тихоокеанских островов и увеличить объём экономической помощи, предоставляемой этой организации. В то же время делегат КНР Чжоу Ванчжун добавил: «Форум должен воздерживаться от любых обменов официального характера или диалогового партнёрства в любой форме с Тайванем». 
В 2006 году премьер-министр Китая Вэнь Цзябао объявил, что КНР расширит экономическое сотрудничество с островными государствами Тихого океана. Было объявлено, что страна предоставит больше экономической помощи, отменит тарифы на экспорт из наименее развитых стран Тихоокеанского региона, аннулирует задолженность этих стран, распространит бесплатные лекарства от малярии и обеспечит обучение 2000 правительственных чиновников и технического персонала тихоокеанских островов. Также в 2006 году Вэнь стал первым китайским премьером, посетившим острова Тихого океана, которые Taipei Times охарактеризовала как «давнее поле дипломатической битвы для Китая и Тайваня». Точно так же, по словам профессора тихоокеанских исследований Южнотихоокеанского университета Рона Крокомба, «министры островов Тихого океана посетили Китай больше, чем любую другую страну».

### Дипломатические отношения

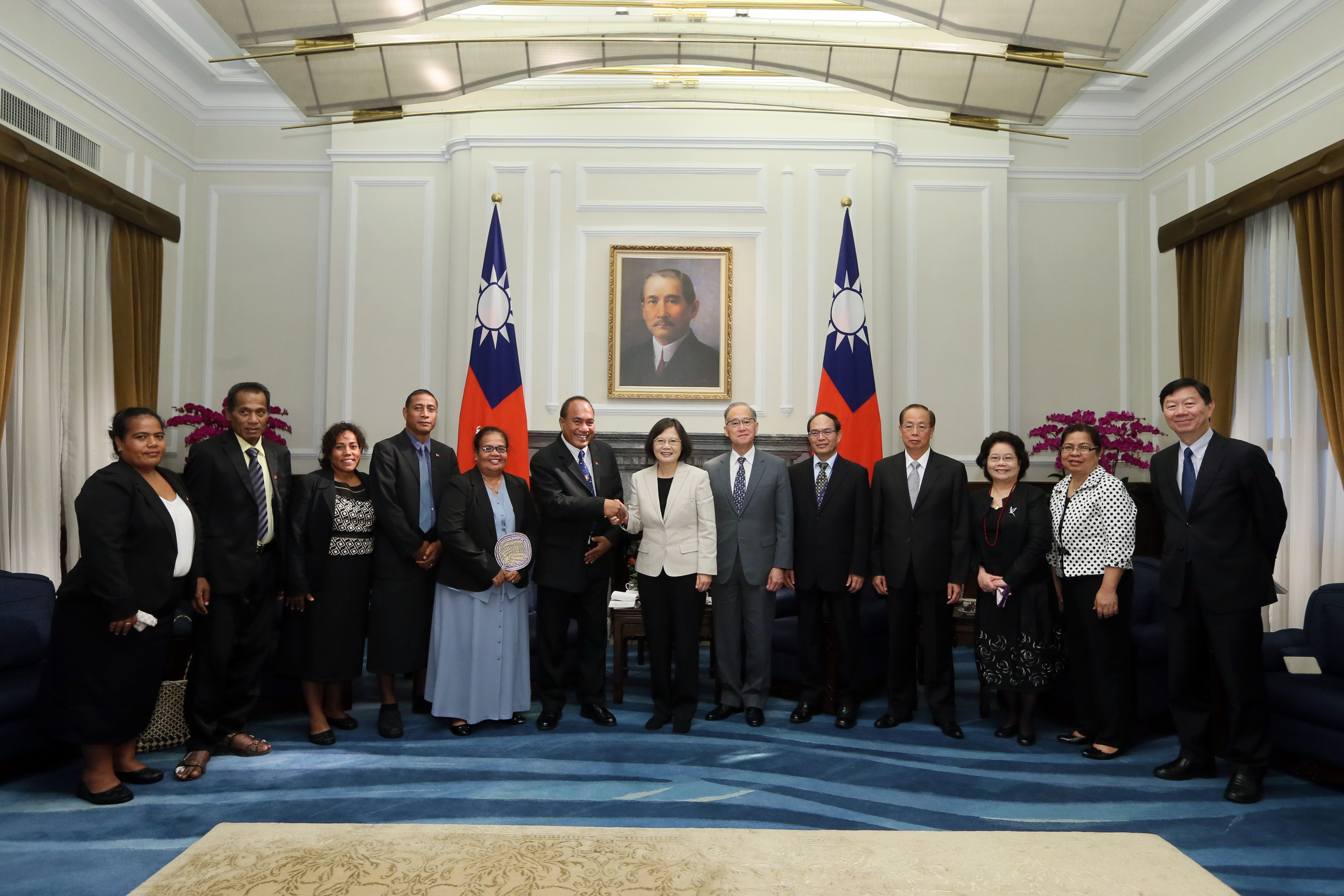
Президент Кирибати Танети Маамау и президент Китайской Республики Цай Инвэнь в мае 2016 года

Республика Кирибати впервые установила официальные дипломатические отношения с Китайской Народной Республикой в 1980 году и поддерживала их в течение 23 лет. В ноябре 2003 года Кирибати установило дипломатические отношения с Тайванем, а КНР разорвала отношения со страной. Для КНР отношения с Кирибати были относительно важными, поскольку в Пекине с 1997 года была установлена станция спутникового слежения, поэтому в течение трёх недель КНР призывала президента Кирибати Аноте Тонга разорвать отношения с Тайванем и подтвердить свою поддержку политики одного Китая. Только по прошествии этих трёх недель КНР разорвала отношения, тем самым потеряв право содержать свою базу спутникового слежения в Кирибати. Китайская Республика начала оказывать экономическую помощь Кирибати, в то время как Кирибати начало поддерживать Тайвань в Организации Объединённых Наций (ООН).
В 2004 году президент Кирибати Аноте Тонг заявил, что, по его мнению, КНР всё ещё пытается оказывать влияние на страну.
В сентябре 2019 года Кирибати восстановила дипломатические отношения с Китайской Народной Республикой после прекращения дипломатических отношений с Китайской Республикой, как раз после того, как это сделали Соломоновы Острова. 15 мая 2020 года в Кирибати вновь была развернута дипломатическая миссия Китая, после чего последовало повторное открытие посольства КНР.